# André Schubert
'André Schubert (Kassel, 24 juli 1971) is een Duits voetbalcoach en voormalig voetballer.

## Carrière
Schubert studeerde sport en germanistiek aan de Universiteit Kassel. In 1989 begon hij als jeugdcoach en tot 1995 speelde hij voor
TSV Rothwesten. Daarna speelde Schubert voor FSC Lohfelden, TSV Wolfsanger en OSC Vellmar. In 2000 werd hij coördinator en jeugdcoach bij KSV Baunatal. Tussen 2002 en 2006 was hij coördinator voor de Duitse voetbalbond in Noord-Hessen. In 2004 werkte Schubert zijn trainersopleiding af. In maart 2006 trad hij in dienst van SC Paderborn 07, waar hij hoofd sport- en jeugdontwikkeling werd en eveneens het tweede elftal trainde. In mei 2009 werd Schubert hoofdcoach van Paderborn. Hij dwong met de club via play-offs promotie af naar de 2. Bundesliga. In mei 2011 werd hij aangesteld als coach van FC St. Pauli. In september 2012 werd hij er ontslagen. Vervolgens trainde hij Duitsland –15. Voor aanvang van het seizoen 2015/16 werd hij aangesteld als coach van het tweede elftal van Borussia Mönchengladbach. Op 21 september 2015 nam hij als interim-coach en later als vaste hoofdcoach de taken van Lucien Favre over. De club stelde hem in december 2016 op non-actief. Borussia Mönchengladbach stond op dat moment veertiende in de Bundesliga. Op 10 oktober 2018 tekende Schubert een contract tot medio 2021 bij Eintracht Braunschweig, die na elf speeldagen op de laatste plaats stond in de 3. Liga met slechts 8 punten.